# Dawka na skórę
Dawka na skórę – dawka promieniowania jonizującego pochłonięta przez skórę osobnika na skutek celowego (teleradioterapia, epilacja) lub niepożądanego napromieniowania.